# Bahnhof Herzberg (Mark)
Der Bahnhof Herzberg (Mark) liegt in der gleichnamigen Gemeinde Herzberg (Mark) im Norden Brandenburgs. Er liegt an der Bahnstrecke Löwenberg–Flecken Zechlin und am Ende der Bahnstrecke Neustadt–Herzberg. Der Bahnhof verzeichnet täglich weniger als 50 Fahrgäste.

## Lage
Der Bahnhof liegt nördlich des Ortskerns von Herzberg. Von der Strecke Löwenberg–Rheinsberg zweigt westlich des Bahnhofs die Strecke Herzberg–Neustadt ab.

## Geschichte

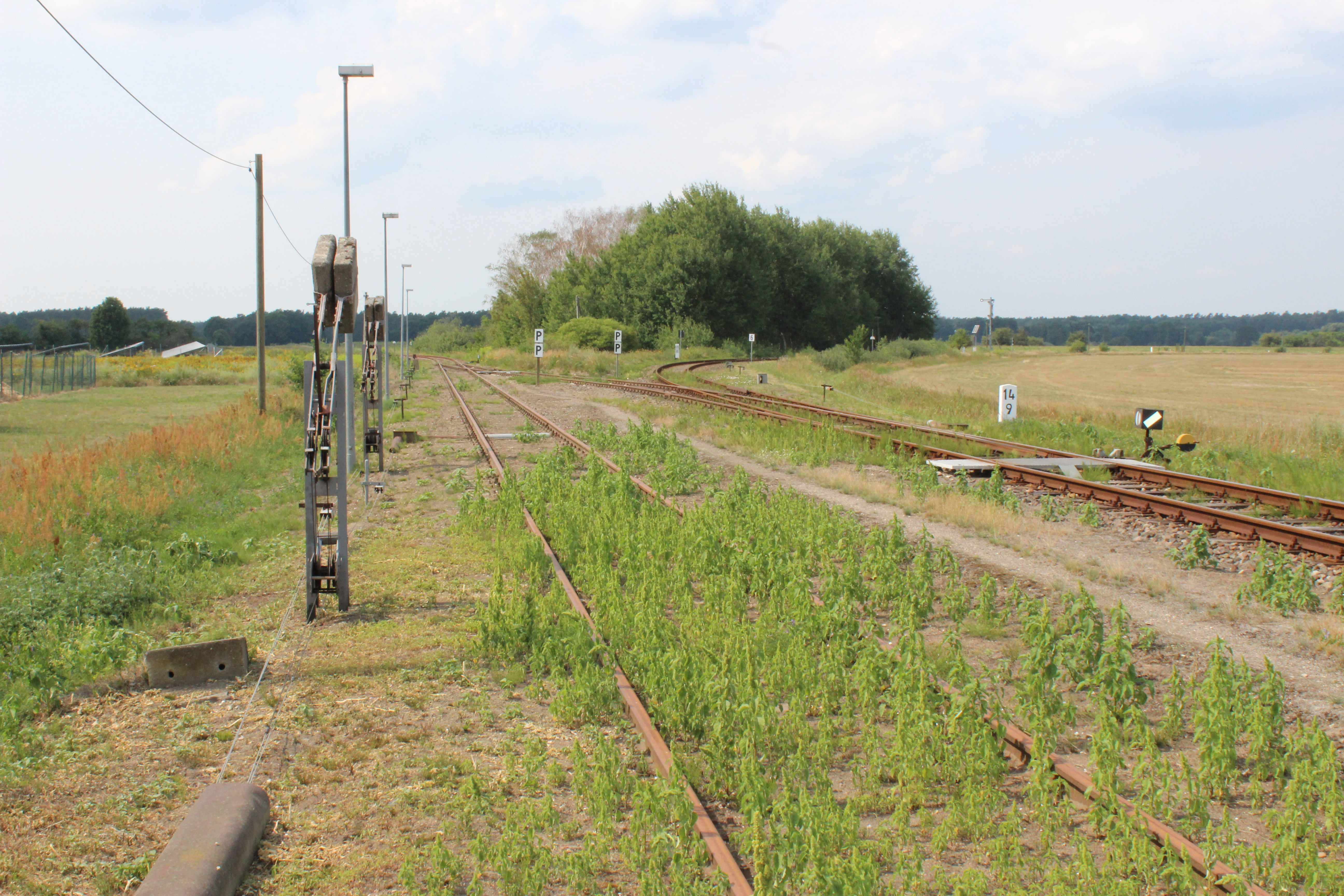
Streckenabzweig (2019)

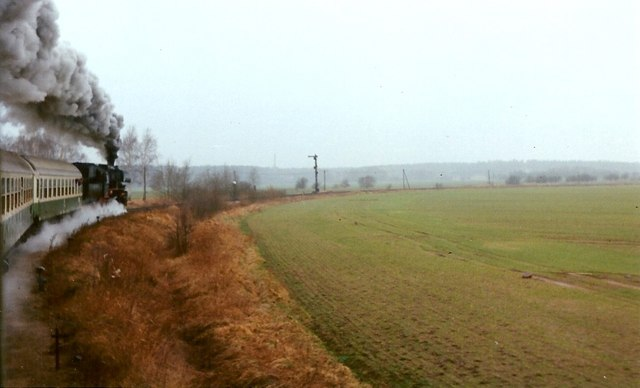
Dampflok bei der Ausfahrt aus dem Bahnhof, 1995

Der Bahnhof, der an der Strecke Löwenberg–Lindow gebaut wurde, eröffnete am 10. August 1896. Ab 1899 verkehrten die Züge bis zum Bahnhof Rheinsberg (Mark), im Jahr 1902 wurde der Betrieb auf der Strecke Neustadt–Herzberg aufgenommen.
Ab 1970 dominierten Schienenbusse der Baureihe 172 das Bild des Bahnhofs, vorher wurden dampflokbespannte Züge eingesetzt. Ziele, die von Herzberg aus direkt zu erreichen waren, sind Rheinsberg, Neuruppin, Löwenberg und Oranienburg. Bis 2006 verkehrten der Prignitz-Express sowie eine Regionalbahn Neuruppin–Löwenberg in Herzberg. Heute beschränkt sich das Angebot auf die Linie RB 54 von Berlin nach Rheinsberg.
Der Bahnhof diente als Kulisse für den Film Der Baader Meinhof Komplex sowie die Serie Doc meets Dorf. Außerdem wurden Dreharbeiten für den Film Niemandsland – The Aftermath an der Strecke und am Bahnhof durchgeführt.

## Betrieb und Anlagen
Bis 2006 waren im Bahnhof Kreuzungen von bis zu drei Zügen üblich. Nachdem der Bahnhof an Bedeutung verloren hatte, wurden die Gleisanlagen reduziert. Mittlerweile existiert neben dem Hauptgleis noch ein Kreuzungsgleis. Es gibt einen Hausbahnsteig am Empfangsgebäude und einen höhengleich erreichbaren Zwischenbahnsteig.
Güterverkehr beschränkt sich auf Transporte vom Kernkraftwerk Rheinsberg sowie einige Umleitungsverkehre. Zudem finden Überführungsfahrten des DB-Werks Neuruppin statt.
Das Stellwerk Herzberg ist an Betriebstagen mit einem Fahrdienstleiter besetzt, der auch als Zugleiter auf der Strecke Herzberg–Löwenberg fungiert. Die Sicherung der Zugfahrten erfolgt im Stellwerk mittels Schlüsselwerk der Bauform „Einheit“.

## Verkehrsanbindung

### Aktuelle Linien
| Linie | Verlauf                                                                                     | Betreiber |
| ----- | ------------------------------------------------------------------------------------------- | --------- |
| RB 54 | Rheinsberg (Mark) – Herzberg (Mark) – Löwenberg (Mark) (– Oranienburg – Berlin-Lichtenberg) | NEB       |

Die RB54 verkehrt seit Dezember 2018 ganzjährig. Es werden sechs Zugpaare täglich angeboten.

### Ehemalige Linien
| Linie | Verlauf | Betreiber | eingestellt |
| ----- | --- | --------- | ----------- |
| RE 6  | Rheinsberg (Mark) – Herzberg (Mark) – Neuruppin Rheinsberger Tor – Hennigsdorf – Berlin-Spandau              | DB Regio  | 2006        |
| RB 54 | Löwenberg (Mark) – Herzberg (Mark) – Neuruppin Rheinsberger Tor                                              | DB Regio  | 2006        |
| RB 12 | Rheinsberg (Mark) – Herzberg (Mark) – Löwenberg (Mark) – Oranienburg – Berlin-Lichtenberg – Frankfurt (Oder) | DB Regio  | 2000        |